# Çatalhöyük
Koordinaten: 37° 40′ 3″ N, 32° 49′ 42″ O

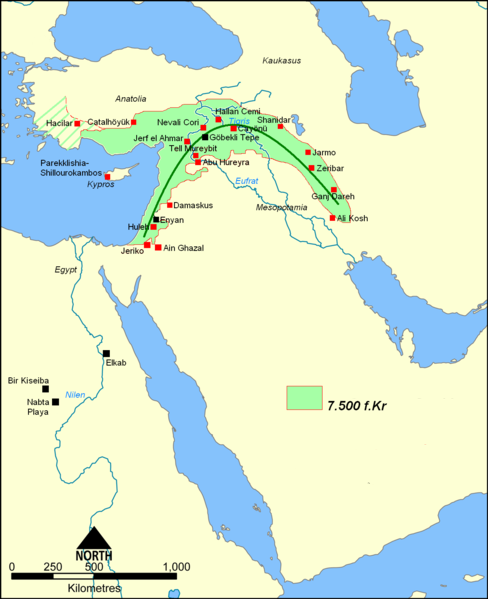
Neolithische Siedlungen um 7500 v. Chr. und ihre geographischen Beziehungen im fruchtbaren Halbmond

Çatalhöyük (auch Çatal Höyük, Çatal Hüyük oder Chatal-Hayouk; türkisch çatal „Gabel“ und höyük „Hügel“) ist eine in der heutigen Türkei ausgegrabene Siedlung aus der Jungsteinzeit. Sie gilt als die erste Großsiedlung der Weltgeschichte. Sie wird auf den Zeitraum zwischen 7500 und 5700 v. Chr. und ihre Blütezeit um 7000 v. Chr. datiert. Die Ansiedlung lag knapp 40 Kilometer südöstlich der heutigen Stadt Konya auf der Hochebene Anatoliens und hatte mehrere tausend Einwohner. Man rechnet sie dem Zentralanatolischen Neolithikum (CAN) zu.
Seit 2012 ist Çatalhöyük Teil des UNESCO-Welterbes.

## Forschungsgeschichte
Entdeckt wurde die Siedlung in den späten 1950er Jahren. Zwischen 1961 und 1965 grub der britische Archäologe James Mellaart vom London Institute of Archaeology eine Fläche im Südwesten des Hügels aus. Er legte die Reste von über 160 Häusern frei. 1965 wurden die Grabungsarbeiten eingestellt, nachdem die türkische Antikenverwaltung James Mellaart aufgrund der Dorak-Affäre die Grabungslizenz entzogen hatte. Über seine Grabungen existieren Vorberichte und ein eher populär gehaltenes Buch. Eine umfassende Publikation seiner Grabungsbefunde und -ergebnisse liegt bis heute nicht vor.
1993 wurden die Arbeiten im Rahmen eines internationalen Forschungsprojektes unter der Leitung des Anthropologen Ian Hodder (Universität Cambridge, später Stanford University) wieder aufgenommen (Grabungen seit 1995), der postprozessuale Ansätze in der Ur- und Frühgeschichtsforschung untersucht. In der ersten Phase 1993–1995 wurden vor allem Oberflächenuntersuchungen durchgeführt. 1996–2002 untersuchte das Team einzelne Häuser, um Ablagerungsprozesse zu verstehen. In der dritten Untersuchungsphase zwischen 2003 und 2012 (Ausgrabungen 2003–2008) sollte vor allem der Aufbau der Siedlung und die Sozialstruktur der Bewohner untersucht werden. Die neuen Grabungen auf dem Haupthügel (Çatalhöyük Ost) konzentrierten sich auf das bereits von Mellaart freigelegte Südareal, eine Grabungsfläche im Norden und einen Grabungsschnitt an der Nordkante des Hügels (Konya Plain palaeoenvironmental project KOPAL). Das Team legte dort die Häuser 1, 3 und 5 frei. Die Grabungen konzentrieren sich auf den höchsten Punkt am Osthügel und untersuchen die spätesten Schichten des Ortes. Im Süden des Hügels erweiterten sie Mellaarts alten Schnitt, um die Stratigraphie der Siedlung zu klären. Im Südschnitt wurde eine „Säule“ aus übereinanderliegenden Häusern (65, 56, 44 und 10) durch die Zeit untersucht. Hodder sieht hier starke „Mikrotraditionen“ am Werk und nimmt an, dass eine Häusergruppe langfristig von derselben Menschengruppe bewohnt war, im Falle dieser Gruppe über annähernd 500 Jahre. Die Siedlung bedeckt eine Fläche von 13 ha.
Bis jetzt sind ca. 5 % des Siedlungshügels archäologisch untersucht, der gesamte Hügel wurde jedoch geomagnetisch und durch Begehungen einer eingehenderen Betrachtung unterzogen. Es wurden bis jetzt (2015) mehr als 200 Häuser freigelegt. 2008 wurde ein Schutzbau über einem Teil der freigelegten Hausbefunde im Grabungsareal 4040 errichtet.
Weitere Untersuchungen gelten dem kupfersteinzeitlichen Westhügel (Çatalhöyük West). Dort arbeitet unter anderem ein Team von der Adam-Mickiewicz-Universität Posen unter Leitung von Arek Marciniak. Auch Teams von SUNY Buffalo, Selçuk Üniversitesi Konya unter Ahmet Tırpan und Asuman Baldıran, der Trakya Üniversitesi Edirne unter Burçin Erdoğu und der Freien Universität Berlin sind hier tätig.
Aufgrund seines Alters, seiner Größe, der Architektur, der Wandmalereien und sonstiger Funde innerhalb der Häuser erlangte Çatalhöyük weltweite Berühmtheit und gilt als Meilenstein der prähistorischen Archäologie.

## Datierung
Mellaart definierte 14 Schichten: 0–XII (VI in A und B unterteilt), die dem PPNB und dem keramischen Neolithikum Zentralanatoliens angehören. Nach Radiokohlenstoffdatierungen bestanden diese Schichten zwischen 7500 und 6200 cal BC. Der Tiefschnitt datiert zwischen 7400 und 7000 cal BC. Der Westhügel war vom frühen keramischen Neolithikum bis zur Kupfersteinzeit im 6. Jahrtausend v. Chr. besiedelt, es ist unklar, ob die Besiedlung begann, als der Osthügel noch bewohnt war, die Bewohner umzogen oder eine Siedlungslücke besteht. Die Besiedlung des Westhügels endete circa 5600 cal BC.
In römischer und byzantinischer Zeit wurden auf beiden Hügeln Friedhöfe angelegt.

## Lage

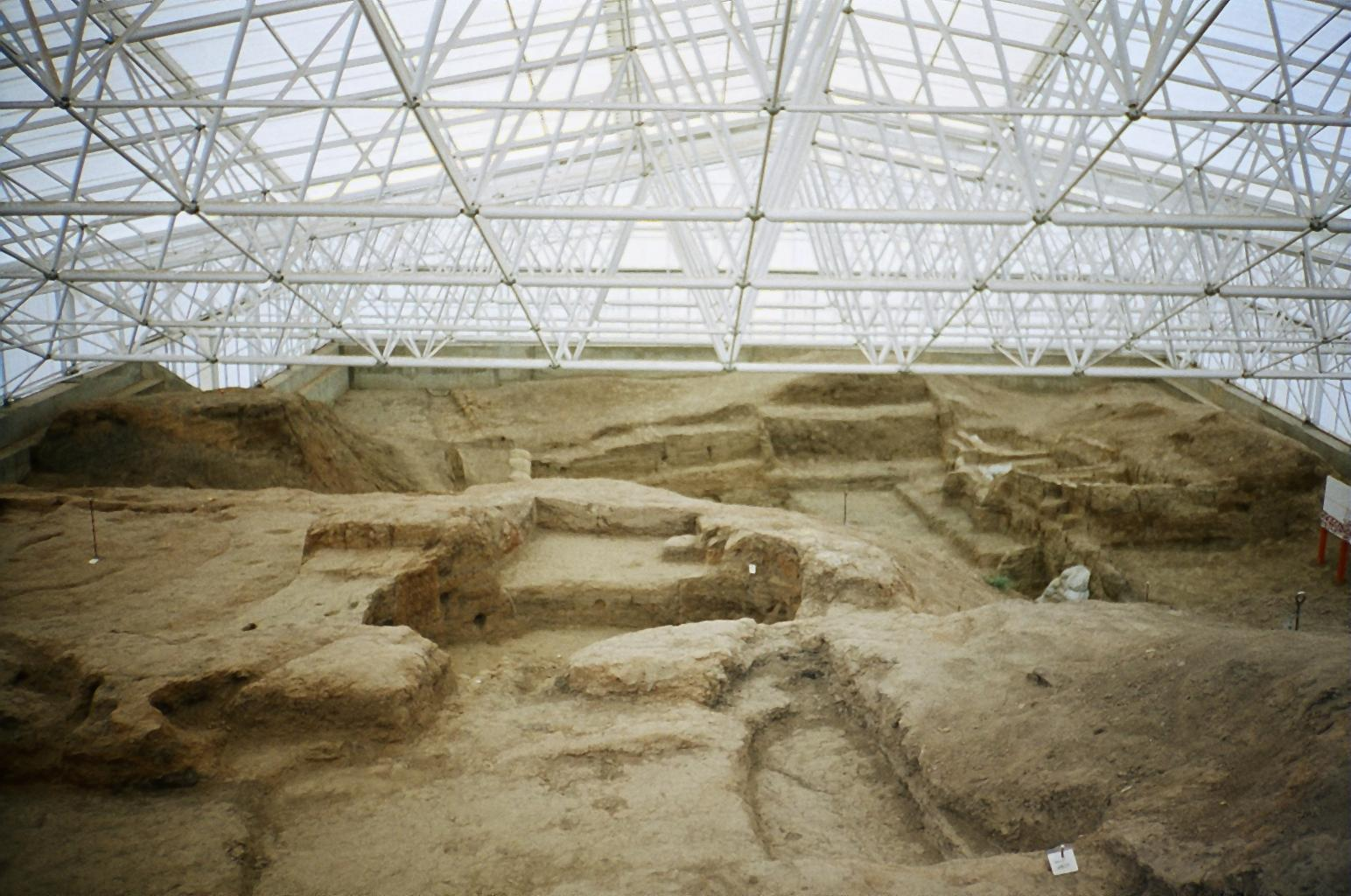
Ausgrabungen in Çatalhöyük

Der Siedlungsplatz nahe dem Fluss Çarşamba war gut gewählt: Wasser stand in ausreichendem Maße zur Verfügung, ein wichtiger Standortfaktor in der niederschlagsarmen Konya-Ebene. Entsprechend reichhaltig war um Çatalhöyük auch das natürliche Nahrungsangebot (Wild, Sammelfrüchte). Boncuklu Höyük, etwa 10 km entfernt, stammt aus dem ausgehenden Epipaläolithikum und datiert in das 9. und 8. Jahrtausend v. Chr. Es ist in vielem als der Vorläufer Catal Höyüks anzusehen. Barbara Mills nimmt an, dass die religiösen Praktiken von Çatal Höyük entstanden, als sich die Bevölkerung der Umgebung nach dem Ende der Siedlung von Boncuklu an einem Ort konzentrierte, also ein Amalgam verschiedener Traditionen darstellen.
Die günstigen Bedingungen führten vermutlich die Bevölkerung aus der Umgebung in Çatal Höyük zusammen und bewirkten die für diese Zeit enorme Ausdehnung der Siedlung. Zeitgleich zu den Schichten V-I bestand in der Ebene auch die Siedlung von Pınarbaşı, die viele Sitten von Catal Höyük teilte, wie über Tierknochen modellierte Reliefs, aber in unterschiedlicher Ausführung.
Die Siedlung besteht aus zwei Hügeln, dem West- und dem Osthügel. Der Osthügel enthält die älteren Siedlungsteile. Hier fand bisher der Großteil der Grabungen statt, während auf dem Westhügel nur wenige Schnitte angelegt wurden, die zeigen, dass die dortigen Siedlungsreste in die Kupfersteinzeit datieren.

## Siedlung

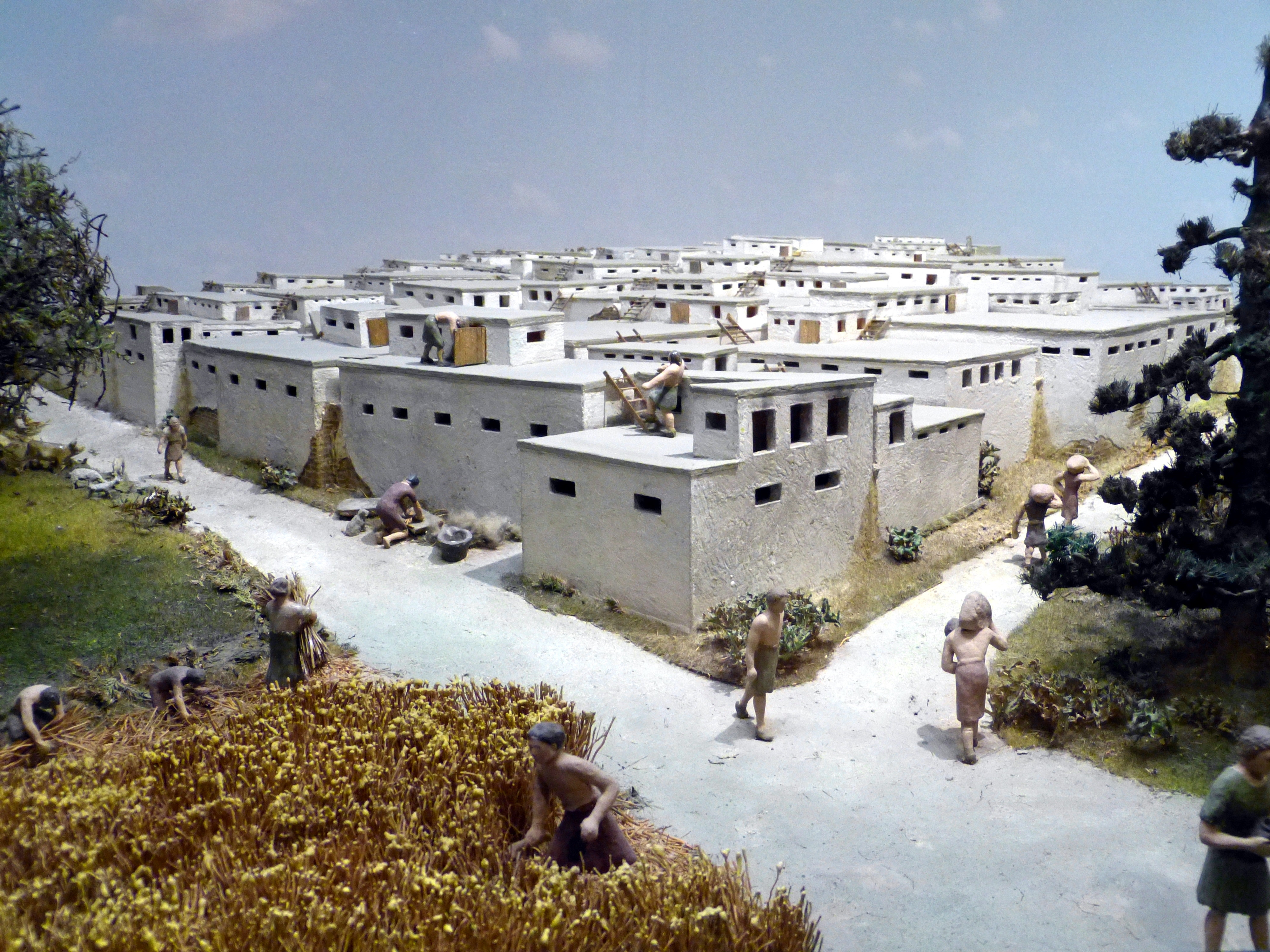
Modell der Siedlung Çatalhöyük, Museum für Ur- und Frühgeschichte in Thüringen (Weimar)

Die Siedlung bestand aus eng aneinandergesetzten rechteckigen Lehmziegel- oder Stampflehmhäusern mit Flachdach. Unterschiedliche Raumhöhen und Bodenniveaus gewährleisteten Belüftung und Lichtzufuhr für die einzelnen Bauten und erzeugten eine treppenartige Verschachtelung. Straßen, Gassen oder Durchgänge zwischen den einzelnen Häusern gab es nicht. Auf den wenigen Freiflächen lagen Müllhaufen. Der Zugang zu den Bauten erfolgte über die Flachdächer. Dieses Bau- und Siedlungsprinzip ist auch aus anderen zentralanatolischen Orten wie z. B. Aşıklı und Can Hasan (Provinz Karaman) bekannt. Die Grabungen der letzten Jahre haben gezeigt, dass es neben einzelnen, dicht bebauten Arealen auch Freiflächen gab, so dass die Zahl der Häuser mit schätzungsweise 400 bis 1850 je Schicht nicht so groß war wie zuerst angenommen. Entgegen früheren Schätzungen von bis zu 10.000 gleichzeitig in der Siedlung lebenden Menschen, die zweifellos auch zur unzutreffenden Bezeichnung Stadt beigetragen haben, geht man heute von bis zu 3500 bis 8000 gleichzeitigen Bewohnern aus, wobei die Einwohnerzahl sicherlich im Laufe der Zeit variierte. Die dichte Besiedlung mit dem an freien Plätzen abgelagerten Müll dürfte schlechte sanitäre Verhältnisse und Probleme mit dem Zugang zu den einzelnen Häusern oder dem Materialtransport mit sich gebracht haben. Als Schädling ist die Hausmaus nachgewiesen.

## Die Häuser

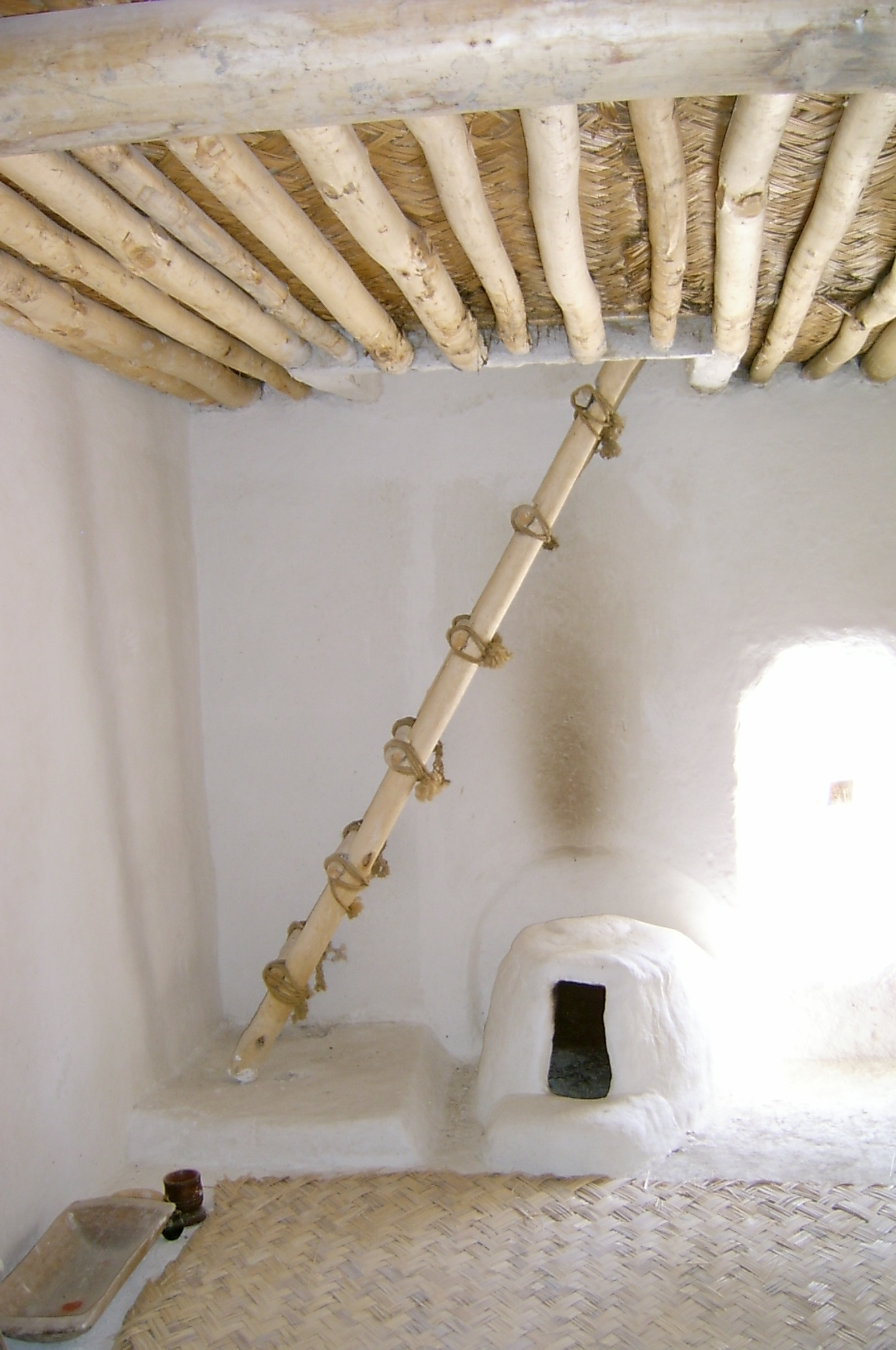
Rekonstruktion des Innenraumes eines Gebäudes

Der Zugang in die Häuser erfolgte über eine Leiter, die sich meist an der Südwand befand. Für den ebenfalls an dieser Wand angelegten Herd diente die Einstiegsluke als Rauchabzug. Vor allem auf den Rippeninnenseiten älterer Individuen waren Rußablagerungen festzustellen Nachbauten haben gezeigt, dass das durch die Dachluke eindringende Licht im Zusammenspiel mit den geweißten Wänden die Räume tagsüber mit ausreichend Helligkeit versorgte. Die Fußböden waren auf unterschiedlichem Niveau angelegt und durch Kanten abgesetzt: eine effiziente Art, Areale in einräumigen Bauten voneinander abzutrennen und sauberzuhalten. Verschiedene Fußbodenareale waren mit Schilfmatten ausgelegt. Einzelnen Wänden waren erhöhte Plattformen vorgelagert, die als Schlafplätze gedient haben dürften. An der Nordseite der Häuser war bisweilen ein schmalerer Raum abgetrennt, der zur Vorratshaltung benutzt wurde. Der Großteil der wirtschaftlichen Aktivitäten der Bewohner hat sich aber auf den Dächern abgespielt.
James Mellaart unterschied zwischen Häusern und Schreinen, Hodder lehnt eine solche Unterscheidung ab, alle Gebäude weisen seiner Meinung nach Spuren von rituellen und alltäglichen Handlungen auf. Hodder unterscheidet dagegen zwischen aufwendigen Häusern (bemalt oder mit figürlichem Schmuck, Bukranien etc.), Häusern mit mehreren Bestattungen, Geschichtshäusern und normalen Häusern, gibt aber zu, dass die Grenzen oft fließend sind, es bestanden also keine wirtschaftlichen Unterschiede.
Van Huyssteen sieht in Çatal Höyük ein auf das Haus bezogenes Identitätsgefühl.

## Wandreliefs und -malerei
Zu den spektakulärsten Funden aus Çatalhöyük gehören zweifellos die von James Mellaart freigelegten Wandmalereien und -reliefs an den Innenwänden einzelner Häuser. Die am besten erhaltenen Bauten kamen vor allem in der verbrannten Schicht VI zutage. Mit Ton oder Gips übermodellierte Stierschädel waren einzeln oder zu mehreren an den Wänden angebracht. In einem Fall waren „Stierhörner“ hintereinander entlang einer Lehmbank angeordnet worden. Als Wandrelief wurden auch zwei sich gegenüberstehende Leoparden an der Westwand des Hauses VIB44 abgebildet. Scharfe und spitze Teile von Wildtieren wie z. B. Unterkiefer von Wildschweinebern mit Hauern, der bezahnte Unterkiefer eines Fuchses und eines Wiesels oder Dachses sowie der Schädel eines Gänsegeiers fanden sich „unsichtbar“ eingebettet in Wandvorsprüngen aus Lehmputz. Nakamura und Pels sehen dies als Belege magischer Handlungen.
Mehrfach wurde ein Wesen mit gespreizten, jeweils in Kopfrichtung angewinkelten Armen und Beinen und einem betonten Nabel als Relief dargestellt. Die Reliefs sind mit mehreren Putzlagen und Bemalungen bedeckt. Kopf, Hände und Füße waren immer abgeschlagen. James Mellaart hat diese Darstellung als gebärende Göttin gedeutet. Der Fund eines Stempels aus Çatalhöyük, der einen Bären in exakt dieser Körperhaltung zeigt, macht deutlich, dass die Deutung nicht notwendig zutrifft. Kammerman vergleicht diese Darstellung mit einer Reptiliendarstellung in Göbekli Tepe.
Die Wandmalereien waren in roter, schwarzer oder weißer Farbe ausgeführt. Zahlreiche übereinanderliegende Malschichten zeigen, dass die Bemalung häufig erneuert wurde. Neben abstrakten Mustern waren es vor allem Tierszenen, bei denen mehrere Menschen beim Reizen und Hetzen eines Wildrindes, Hirsches, Wildschweins oder Bären gezeigt werden. Erstaunlicherweise spielten die dargestellten Wildtiere für die Ernährung des neolithischen Menschen nur eine untergeordnete Rolle. Die für die Ernährung wichtigen domestizierten Tiere oder Pflanzen treten dagegen in der Wandkunst nicht in Erscheinung. Vermutlich wurden die Jagden als Initiationsriten oder zu anderen Feieranlässen veranstaltet. Bestimmte gefährliche Teile der Tiere wurden dann zur Erinnerung an diese Ereignisse in die Siedlung gebracht. Ähnlich verhält es sich mit dem Leoparden: In den Darstellungen ist er mehrfach belegt und spielt offensichtlich eine wichtige Rolle. Offenbar wurde sein Fell als (männliches) Bekleidungsstück benutzt, wie auf verschiedenen Wandmalereien zu sehen ist. Leopardenknochen konnten aber bisher nicht nachgewiesen werden. Wilde und domestizierte Tiere lassen sich also zwei ganz verschiedenen Bereichen zuordnen.
In Çatalhöyük wurde im Jahre 1963 die vielleicht älteste kartografische Darstellung gefunden. Die Wandmalerei fand sich in Schrein 14 und zeigt die Siedlung um 6200 v. Chr. mit ihren Häusern und dem Doppelgipfel des Vulkans Hasan Dağı. Selbst die inneren Strukturen der Gebäude, die sich ohne jeden Zwischenraum aneinanderfügen, sind mit Haupt- und Nebenräumen angedeutet. Allerdings ist die Deutung dieser Darstellung umstritten.

## Funde

### Organische Materialien
Der Ausgrabungsort überraschte durch die gute Erhaltung von organischen Materialien. In Schicht VI wurden zwanzig Holzgefäße geborgen, die ihre gute Erhaltung einem Großbrand verdanken. Sogar Textilreste sind erhalten geblieben. Ältere Untersuchungen gingen davon aus, dass es sich hier um Leinen oder Wolle handelte. Neuere Untersuchungen zeigen jedoch, dass die Stoffe aus Bastfasern von Eichen bestehen. Für die Lagerung von pflanzlichen Produkten und für Kinderbestattungen dienten geflochtene Körbe.

### Stein
Zum Inventar gehören ferner auch Perlen, Steingefäße, Beile und Mahlsteine.
Ein beliebtes Material für Werkzeuge und Waffen war Obsidian. Bedeutend sind auch Spiegel aus Obsidian. Der Obsidian stammte vom Göllü Dağ (Ost) und Nenezi Dağ, ca. 190 Kilometer von Çatalhöyük entfernt. Außerdem wurde Feuerstein verwendet.

### Ton
Tonkugeln dienten vermutlich zum Kochen. Die Einführung der Gefäßkeramik in Çatalhöyük ist auf veränderte Kochsitten zurückzuführen. In den unverzierten Keramikgefäßen kochten die Menschen und bewahrten tierische Nahrungsmittel auf. Auch andere Lebensmittel wurden gelagert.
Die Bedeutung von zahlreichen Stempeln aus Ton (Pintaderas) mit geometrischen Mustern und Bildern von Tieren ist umstritten. Vielleicht nutzte man sie zur Eigentumsmarkierung, denn Tonstempel traten erst mit der Etablierung der Haushalte als eigenständig wirtschaftende Einheiten in Erscheinung. Denkbar ist auch eine Verwendung als Brotstempel. Wahrscheinlich dienten sie zur Verzierung von organischen Materialien aus Stoff, Haut, Holz oder auch als Körperschmuck.
Statuetten zeigen Menschen und Tiere. Die meisten anthropomorphen Statuetten haben kein eindeutig bestimmbares Geschlecht. Nur 2,2 % der 1800 Figurinen sind eindeutig weiblich. Sie stammen vor allem aus den oberen Schichten der Siedlung. Die Figurinen wurden aus lokalem Ton gefertigt und sind meist ungebrannt oder nur sehr schwach gebrannt. Sie wurden vor allem in Abfallhaufen gefunden.

### Marmor
2016 wurde eine 17 Zentimeter lange und ein Kilogramm schwere weibliche Figurine ausgegraben, aufgrund ihres unversehrten Zustands und der feinen Handarbeit wurde sie als einzigartig bewertet. Die Figurine wurde von dem Archäologenteam, das unter der Führung von Ian Hodder in der Siedlung arbeitet, entdeckt, ist aus Marmor und wird auf 8000 bis 5500 v. Chr. datiert.

## Wirtschaftsweise
Lebensgrundlage der Einwohner bildeten Sammelwirtschaft, Jagd, Tierhaltung und Ackerbau. Die landwirtschaftliche Produktion machte bereits den Großteil der Ernährung aus. Als Feldfrüchte fanden sich Einkorn, Emmer, Gerste und Brotweizen. Daneben gibt es Belege für Felderbsen und Wicken. Als Haustiere wurden in erster Linie Schafe und Ziegen gehalten. Die in Çatalhöyük gefundenen Rinderknochen stammen meist von Wildrindern; Knochen domestizierter Rinder stammen nur aus den jüngsten Schichten der Siedlung auf dem Westhügel, die in das sechste Jahrtausend datiert. Vogelknochen sind in Catal Höyük häufiger als in vergleichbaren anatolischen Siedlungen, dies liegt aber vermutlich daran, dass systematisch gesiebt wurde. Sie sind in den frühesten Schichten am häufigsten. Wasservögel sind sehr häufig, und die am häufigsten vertretene Art ist die Gans.

## Bestattungen
Viele, aber nicht alle Häuser enthielten Bestattungen. Neugeborene und Kleinkinder wurden meist im Süden des Hauses bestattet, wo sich auch Herde und Öfen befanden, Erwachsene unter den Schlafplattformen im Norden des Hauses. Hodder gibt 5–8 Bestattungen als Durchschnitt an. Haus 1 enthielt 62 Tote, die bisher höchste Zahl. Manche Häuser enthielten mehr Tote als Bewohner wahrscheinlich sind, zum Beispiel Haus 1. Häuser, die langfristig am selben Ort bestanden, hatten mehr Bestattungen als andere. Hodder nennt diese „Geschichtshäuser“. Sie sind auch häufiger verziert. Anthropologische Analysen deuten an, dass die zusammen bestatteten Toten nicht miteinander verwandt waren. Die Anthropologin Barbara Mills nimmt an, dass es sich um Mitglieder von Sodalitäten handelt.
Bei einem Teil der Bestattungen wurden die Schädel nachträglich entfernt. Es handelt sich dabei vor allem um Männer. Nur einmal wurde ein Kinderschädel entfernt (Haus 44)., In einem Fall wurde der Kopf einer Frau entfernt und einige Zeit später durch den Kopf eines Mannes ersetzt. In Haus 42 fand sich das Skelett einer Frau, die den mit Gips überzogenen und rot bemalten Schädel eines Mannes festhielt. Es ist der einzige plastisch modellierte Schädel aus der Siedlung, die Sitte ist jedoch in der Levante im PPNB häufig anzutreffen etwa in Jericho oder Tell Ramad. In der Türkei ist die Sitte aus Köşk Höyük bekannt. Die Frau trug einen Leopardenknochen als Anhänger, der einzige, der bisher in der Siedlung gefunden wurde. Auch andere Knochen konnten nachträglich entfernt werden, wie ein artikuliertes Skelett ohne Gliedmaßen in Haus 49 zeigt.
Kinder wurden teilweise in Körben bestattet, was sich anhand von Phytolithen nachweisen lässt.
Als Bauopfer wurden vorzugsweise Neugeborene verwendet, Kinder und Föten sind seltener.

## Gesellschaft
Aus Çatalhöyük gibt es bislang keine Belege für Sonder- oder öffentliche Gebäude. Die einzelnen Wohneinheiten erweisen sich trotz der engen und dichten Bebauung als autonom wirtschaftende Einheiten. In jedem Haus fanden sich Einrichtungen zur Bevorratung von Lebensmitteln. Lehmziegelherstellung, Tierhaltung, Getreideverarbeitung, Stein- oder Knochengerätherstellung fand ebenfalls auf Haushaltsebene statt. Die einzelnen Haushalte wirtschafteten also weitgehend autark. Eine zentralörtliche Stellung für das Umland lässt sich nicht erkennen. Die Bezeichnung Großsiedlung trifft also auf Çatalhöyük eher zu als der Begriff Stadt.
Bislang wurden keine Hinweise auf dauerhafte Herrschaftsstrukturen gefunden, so dass man von einem lockeren, egalitären Verband unter den Bewohnern ausgeht, die saisonal (etwa zur Erntezeit) Hierarchien akzeptierten. Auffällig ist, dass Kunst und Ritualkultur trotz der großen Bedeutung der Nahrungsmittelproduktion so gut wie keinen Bezug zur Landwirtschaft aufwiesen. Offenbar waren Aucherochsen und Wildschweine seit jeher eine hoch geschätzte Jagdbeute, die zum einen entsprechende Rituale begründet und zum anderen erklärt, warum keine gezähmten Formen dieser Tierarten gehalten wurden.
Endoparasiten wie verschiedene Würmerarten waren ständige Begleiter in der Kultur der Menschen von Çatalhöyük.

### Rolle in der Matriarchatsforschung

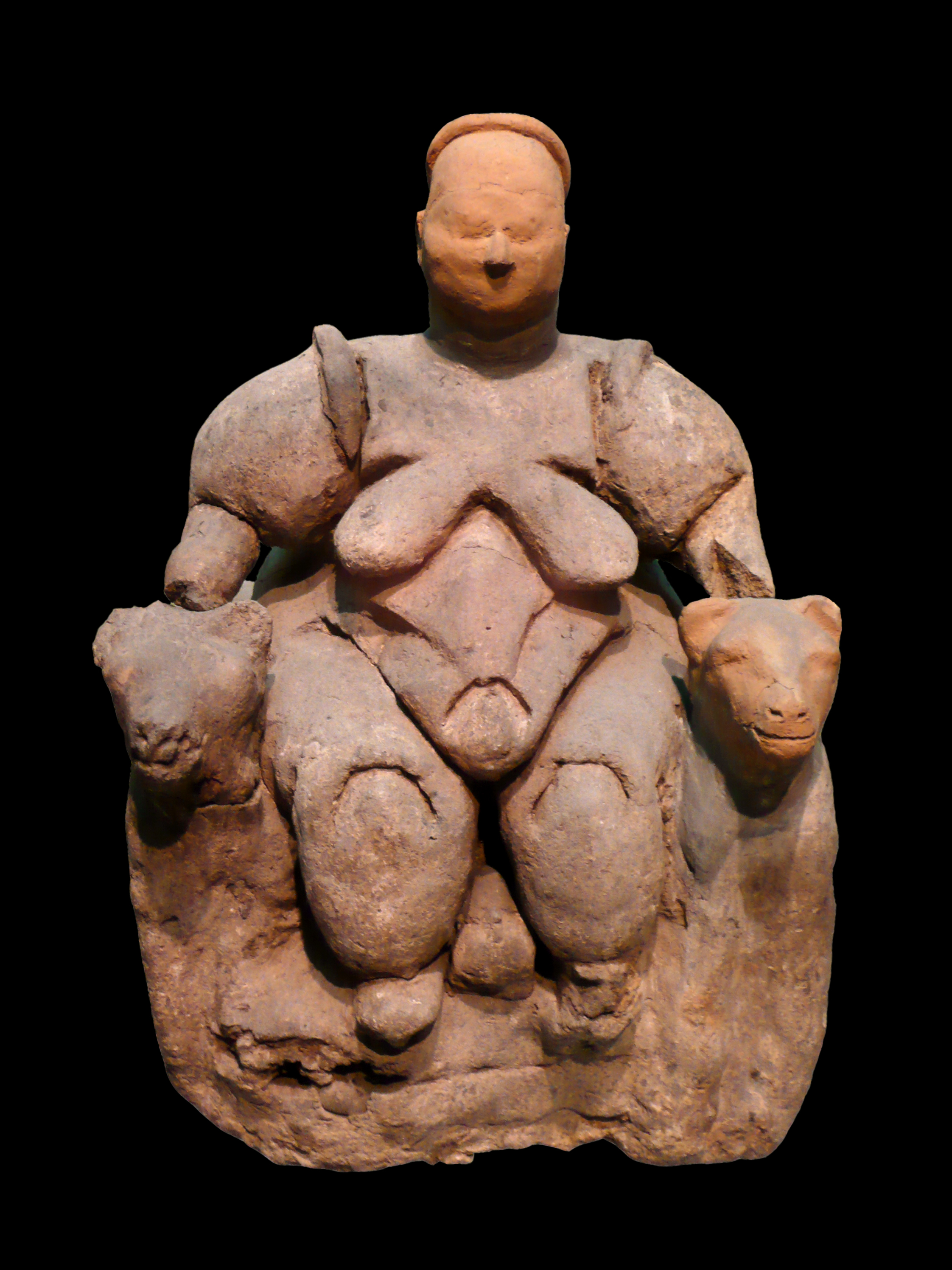
„Göttin“ auf dem Leopardenthron. Weibliche anthropomorphe Darstellung aus Çatalhöyük

Vor allem die weiblichen Figurinen erweckten schon frühzeitig den Gedanken an matriarchale Strukturen. Das berühmteste Exemplar dieser Figurinen stammt aus einem Getreidebehälter in einem Haus der Schicht II. Die üppige weibliche Gestalt sitzt auf einem Thron, der von zwei Löwinnen flankiert ist. Sie gebiert ein Kind oder einen Schädel. Bei den Grabungen von James Mellaart sind eine Vielzahl weiterer Plastiken mit ähnlich üppig dargestellten Frauen zutage gekommen. In der Matriarchatsforschung wird Çatalhöyük deshalb immer wieder als Beispiel für eine matriarchale Kultur herangezogen, in der die Geschlechter gleichberechtigt lebten.
Tatsächlich deuten die verschiedenen Befunde auf eine Gleichstellung der Geschlechter hin, so z. B. bei der offensichtlichen Gleichbehandlung der Bestattungen oder der Praxis des Schädelkultes. Geschlechtsspezifische Unterschiede in Arbeitsleistung oder Ernährung lassen sich nicht feststellen, was darauf hindeutet, dass das Geschlecht die Rolle des Individuums in der Gesellschaft nicht bestimmte.
Die Theorie einer matriarchalen Gesellschaft ist in der Vor- und Frühgeschichtsforschung aber allgemein umstritten. Auch die Fundkontexte der Figurinen in Çatalhöyük deuten lediglich eine Beziehung zur Getreidewirtschaft oder -lagerung an und stehen damit komplementär zu männlichen Darstellungen etwa der Jagdszenen in der Wandmalerei. Eine Interpretation der anthropomorphen weiblichen Darstellungen als Göttinnen ist nicht belegt. Hinzu kommt, dass ein Teil der Figurinen auch Männer darstellt, andere Stücke zeigen keine geschlechtsspezifischen Charakteristika. – die Darstellung des Geschlechts war in diesen Fällen offenbar nicht wesentlich. Nur 5 % der etwa 2000 gefundenen Figuren sind weiblich. Andere stellen Nutztiere wie Schafe und Ziegen dar. Manche Forscher vermuten, dass die Figuren vor allem als Spielzeug und in der Kindererziehung verwendet wurden. Lynn Meskell spricht sogar von einem Phallozentrismus in Çatalhöyük und anderen neolithischen anatolischen Siedlungen wie Göbekli Tepe und Nevalı Çori. Matrilokalität, die in Matriarchatstheorien als ein Indiz für mutterrechtlich organisierte Gemeinschaften angenommen wird, wurde in Çatalhöyük ebenfalls nicht nachgewiesen.

## Verbleib der Funde
Die meisten Funde aus Çatalhöyük, auch Wandmalereien und eine Nachbildung eines Raumes mit Stierhörnern können im Museum für anatolische Zivilisationen in Ankara besichtigt werden.